# 东灶港镇
东灶港镇是中华人民共和国江苏省南通市海门区一个已撤销的镇，2012年11月30日，江苏省人民政府批复同意撤销东灶港镇，将其所辖行政区域划归包场镇。